# なないろ生命保険
なないろ生命保険株式会社（なないろせいめいほけん　英：Nanairo Life Insurance）は、日本の生命保険会社である。

## 概要
2021年4月に、朝日生命保険相互会社の100％出資子会社として営業を開始。
乗合代理店、ダイレクトマーケティング等を通じて、多様化するお客様のニーズに的確かつ機動的に捉え、医療保険など第三分野の商品・サービスの提供に取り組んでいる。
「なないろ生命」という社名には「雨を虹に変える陽の光のように、人々に希望をもたらし、多様なお客様ニーズにお応えしたい。そのために、これまでの常識にとらわれず、様々な生命保険の選択肢を提供し続ける存在でありたい。」という想いが込められている。

## 企業理念
「Create the New Solution　－ 保険に新しい選択肢を －」
- 「乗合代理店市場において、お客様、代理店に特徴ある新たな選択肢を提供し続ける会社であること」
- 「複数あるうちの1社、似たような選択肢の1つではなく、新しい風となるような価値を創造すること」
- 「お客様のより豊かで安心した人生、代理店の健全な発展をサポートすること」

を使命としている。

## 本社機能
- 本社 - 東京都新宿区四谷1-6-1 YOTSUYA TOWER
- 多摩本社 - 東京都多摩市鶴牧1-23（多摩ニュータウン・多摩センター地区）
- 代田橋オフィス - 東京都杉並区和泉1丁目22番19号（代田橋駅前）

## 主力商品
- 特定疾病一時金保険（無解約返戻金型）[がん診断一時金タイプ]　「なないろがん一時金保険」（2021年10月発売）
- 特定疾病一時金保険（無解約返戻金型）「なないろセブン」（2021年10月発売）
- 引受基準緩和型医療保険（無解約返戻金型）「なないろメディカルスーパーワイド」（2021年10月発売）
- 医療保険（無解約返戻金型）(2022)「なないろメディカル礎」（2022年5月）
- がん治療サポート保険（無解約返戻金型）（2022）「なないろがん治療保険極」（2022年5月発売）
- 特定３大き疾病一時金保険（無解約返戻金型）　「なないろスリー」（2023年6月発売）

## ブランドアンバサダー
- 松下洸平[2]

## 実績

### 受賞
- 2023年
  - なないろメディカル礎　- 日経トレンディ 2023年5月号 医療保険部門「保険大賞」受賞[3]
  - なないろメディカル礎　- 保険完全ガイド2023最新版 医療保険部門「第1位」受賞[4]